# Бірюкова Анна Германівна
Анна Германівна Бірюкова (рос. Анна Германовна Бирюкова; дошлюбне прізвище — Дерев'янкіна (рос. Деревянкина); нар. 27 вересня 1967) — радянська та російська легкоатлетка, яка спеціалізувалася на стрибках у довжину, пізніше — на потрійному стрибку.
На внутрішніх змаганнях в СРСР (пізніше — Росії) представляла Москву.

## Спортивні досягнення
Учасниця олімпійських змагань з потрійного стрибку (1996), на яких не змогла подолати кваліфікаційного раунду.
Перша в історії чемпіонка світу з потрійного стрибку (1993). Бронзова призерка чемпіонату світу з потрійного стрибку (1995).
Переможниця Кубка світу з потрійного стрибку (1994).
Чемпіонка Європи з потрійного стрибку (1994).
Срібна призерка чемпіонату Європи в приміщенні з потрійного стрибку (1994).
Чемпіонка Росії з потрійного стрибку (1997).
Срібна призерка чемпіонату СРСР зі стрибків у довжину (1990).
Бронзова призерка чемпіонатів СРСР (1989) та Росії (1993) зі стрибків у довжину. Бронзова призерка чемпіонатів Росії з потрійного стрибку (1993, 1995, 1996).
Ексрекордсменка світу з потрійного стрибку — 15,09 (1993). Перша в історії потрійного стрибку спортсменка, яка офіційно подолала 15-метрову позначку.

## Визнання
- Заслужений майстер спорту Росії